# アーサー・ポリット
ポリット男爵および初代准男爵アーサー・ポリット（Arthur Espie Porritt、1st Baronet、Baron Porritt、1900年8月10日 - 1994年1月1日）は、ニュージーランドの政治家、医師、陸上競技選手。1924年パリオリンピックの銅メダリストであり、またニュージーランド総督を務めた。

## 経歴
ニュージーランド北島のマナワツ・ワンガヌイ出身。若いころから運動神経に優れていた。1920年にオタゴ大学に進学。医学の道を志す。1924年から1926年までローズ奨学生としてオックスフォード大学モードリン・カレッジに留学する。

### 陸上競技選手としての経歴
ポリットは、1924年パリオリンピックに出場、開会式においてニュージーランド選手団の旗手を務めた。100mに出場し、銅メダルを獲得。このときのレースの模様は、映画『炎のランナー』で描写された。金メダルを獲得した主人公のハロルド・エイブラハムスは本名で登場しているが、ポリットは「トム・ワトソン」という名で登場している。ポリットはさらに200mにも出場したが、準決勝で5位に終わっている。
ポリットは1928年アムステルダムオリンピックでもニュージーランド選手団の旗手を務め、100mにエントリーしたが、けがのため出場を辞退した。現役を引退した後も、監督として1934年の大英帝国競技大会（コモンウェルスゲームズ）と1936年ベルリンオリンピックで、ニュージーランド陸上チームを率いた。
ポリットは、1934年から1967年まで30年以上にわたって、IOC委員に任命され、1961年から1967年までIOC医学委員会の委員長の役職を務めた。

### 医者としての経歴
1926年からロンドン郊外パディントンのセント・メアリー病院の住み込み外科医となり、同年には皇太子（後のエドワード8世）の外科医に任命された。
第二次世界大戦中は王立陸軍医療部隊に所属、准将としてダンケルクの戦い、エジプト戦線、ノルマンディー上陸作戦に参加する。
戦後は、1967年まで王室の医師としてジョージ6世、エリザベス2世に仕えた。また、英国医師会、イングランド王立外科医協会の会長の職を歴任した。

### 名誉
ポリットは1950年に勲爵士（ナイト）、1963年に準男爵、1973年に男爵の称号を与えられる。

### ニュージーランド総督
ポリットは、1967年に女王から、第11代ニュージーランド総督に任命され、ニュージーランドに帰国した。ニュージーランド出身者で初めての総督となる（以後はニュージーランド出身者が総督に就任するようになった）。1972年に総督の任を解かれ、イギリスに帰国する。
93歳でこの世を去る。